# Paarl Golf Club
De Paarl Golf Club is een golfclub in Paarl, Zuid-Afrika. De club is opgericht in 1908 en heeft een 27-holes golfbaan met een par van 72.
De golfbaan ligt gelegen in de Boschenmeer Golf Estate en bestaat uit drie delen:
- Hole 1-9: "The River Nine"
- Hole 10-18: "The Paarl Nine"
- Hole 19-27: "The Boschenmeer Nine"

De golfbaan werd ontworpen door golfbaanarchitect Danie Obermeyer. In de jaren 1990 werden de fairways beplant met kikuyugras, een tropische grassoort, en de greens met struisgras.
In 2004 werd het clubhuis gerenoveerd.

## Golftoernooien
- South African Amateur Strokeplay Championship: 2004
- Parmalat Classic: 2005
- South African Pro-Am Invitational: 2006, 2008, 2009 & 2010